# 1556 Wingolfia
1556 Wingolfia је астероид. Приближан пречник астероида је 28,65 ,
а средња удаљеност астероида од Сунца износи 3,422 астрономских јединица (АЈ).
Инклинација (нагиб) орбите у односу на раван еклиптике је 15,752 степени, а орбитални период износи 2312,512 дана (6,331 година). Ексцентрицитет орбите астероида износи 0,110.
Апсолутна магнитуда астероида износи 10,55 а геометријски албедо 0,129.
Астероид је откривен 14. јануара 1942. године.